# Deltacloud
Deltacloud — набір інструментів, в рамках якого розвивається прошарок з API для уніфікації доступу та управління хмарної інфраструктурою (IaaS). Використання Deltacloud дозволяє позбутися від прив'язки до одного вендора хмарних систем і створювати рішення без врахування специфіки поточного провайдера хмарної інфраструктури. За допомогою Deltacloud користувачі мають можливість працювати як з публічними сервісами, такими, як Amazon EC2 і Rackspace, так і власними, розгорнутими за допомогою таких технологій, як Eucalyptus, RHEV-M, OpenNebula, OpenStack і VMware vSphere. 
Код проєкту написаний на мові Ruby.
Проєкт почав розроблятися всередині компанії Red Hat. 17 травня 2010 Red Hat передав Deltacloud в інкубатор Apache. З інкубатора проєкт вийшов 26 жовтня 2011, ставши проєктом верхнього рівня Apache Software Foundation. Код проєкту Apache Deltacloud лежить в основі Red Hat CloudForms, що дозволяє створювати гібридні хмари.
Перша стабільна версія під орудою фонду Apache вийшла 1 серпня 2012. Ключовим нововведенням Apache Deltacloud 1.0 стало додавання клієнтських фронтендів з підтримкою Amazon EC2 API. Зазначений фронтенд дозволяє виконувати програми, написані з використанням Amazon EC2 API, в будь-яких середовищах, підтримуваних Deltacloud, транслюючи вказаний EC2 API у виклики таких платформ, як VMWare vSphere і OpenStack. 

## Виноски
1. ↑  Deltacloud at Apache Software Foundation Incubator. Архів оригіналу за 7 серпня 2012. Процитовано 3 серпня 2012. [Архівовано 2012-08-07 у Wayback Machine.]
2. ↑  The Apache Software Foundation Announces Apache Deltacloud™ v1.0. Архів оригіналу за 15 вересня 2012. Процитовано 3 серпня 2012.
3. ↑  Увидел свет Apache Deltacloud 1.0. Архів оригіналу за 6 серпня 2012. Процитовано 3 серпня 2012.